# Domenico Fisichella
Domenico Fisichella (Messina, 15 settembre 1935) è un politico e politologo italiano, più volte senatore e ministro per i beni culturali e ambientali nel governo Berlusconi I.
Di conclamate simpatie monarchiche e di cultura conservatrice, è stato cofondatore di Alleanza Nazionale nel 1995 e presidente dell'Assemblea Nazionale del partito fino al 2005, anno in cui l'ha abbandonato in contrarietà all'approvazione della riforma costituzionale. Nel 2006 è stato eletto al Senato con La Margherita, ma non ha aderito al Partito Democratico.
Già professore ordinario all'Università di Firenze e all'Università di Roma "La Sapienza", è stato eletto per la prima volta in Senato nel 1994 e poi riconfermato per le tre successive legislature. Per due legislature è stato vicepresidente del Senato: nella XIII (1996-2001) e nella XIV (2001-2006).

## Biografia e attività accademica
Ha studiato al liceo Andrea Doria di Genova. Dopo il diploma si è trasferito con la famiglia a Perugia. Nella locale università si è laureato in giurisprudenza con una tesi in filosofia del diritto discussa con Sergio Cotta.
Ha cominciato la carriera accademica come assistente universitario presso la cattedra di sociologia della facoltà di scienze politiche "Cesare Alfieri" dell'Università di Firenze, il cui titolare era Giovanni Sartori. Divenuto professore ordinario di dottrina dello Stato nel medesimo ateneo, è vincitore del primo concorso a cattedra in Italia per la materia scienza politica (allora chiamata "scienza della politica"), di cui assume la titolarità nella facoltà di scienze politiche della prima università di Roma "La Sapienza".
È stato inoltre professore a contratto presso la Libera università internazionale degli studi sociali Guido Carli (Luiss).
Le sue opere politologiche hanno avuto vasta eco fra gli specialisti, tanto da essere la fonte principale della voce "Partito politico" del Dizionario di politica della UTET, redatta da Gianfranco Pasquino. Ma è il suo volume sul totalitarismo a procurargli il massimo dei consensi, anche in campo internazionale.
È stato a lungo anche editorialista sulla prima pagina de Il Tempo.
Sposato, ha due figlie ed è nonno di due nipoti.

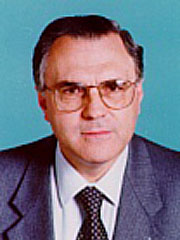
Domenico Fisichella nel 1994

## Attività politica
Nel 1992, in un articolo apparso su Il Tempo, suggerì al Movimento Sociale Italiano di farsi promotore di un'alleanza nazionale per uscire dallo stato di ghettizzazione politica in cui versava.
Nel 1993 è tra le personalistà esterne al MSI che aderiscono al progetto di una Alleanza Nazionale. Nel marzo 1994 viene eletto al Senato con Alleanza Nazionale - MSI e in maggio è indicato come ministro per i beni culturali e ambientali nel governo Berlusconi I.
Anche dai suggerimenti di Fisichella, così, scaturì nel gennaio 1995 la cosiddetta svolta di Fiuggi i cui punti essenziali, redatti da Gennaro Malgieri con la consulenza di Fisichella, sono riassunti dalle seguenti tesi congressuali:
Rieletto senatore nel 1996, è Vicepresidente del Senato della Repubblica e lo resta nella legislatura successiva, fino al 2006.
Nel 2004 è stato duramente criticato dalle opposizioni per aver interrotto un rapporto di collaborazione con il suo segretario, dipendente del Senato della Repubblica, secondo le critiche perché questa persona era stata fotografata al Gay Village.
Le organizzazioni LGBT a seguito dell'accaduto, si mobilitarono chiedendo le dimissioni di Fisichella, allora vicepresidente del Senato.
Nel novembre 2005, dopo l'approvazione del disegno di legge costituzionale concernente "Modifiche alla Parte II della Costituzione", decise di lasciare il gruppo di AN e di iscriversi al Misto, in quanto, a seguito di tale legge, entrava nella Costituzione la parola federale come attributo del Senato (art. 55 e seguenti) e come forma dell'unità della Repubblica (art. 87). Dichiarò, fra l'altro, in Senato:
()
Nel gennaio 2006 aderì a La Margherita, formazione politica della coalizione di centro-sinistra L'Unione che nel suo programma elettorale critica la riforma costituzionale approvata dalla Casa delle Libertà pur prevedendo una nuova riforma federale delle istituzioni repubblicane e l'attuazione del federalismo fiscale. In quell'occasione si è dichiarato un "conservatore liberale"
Nel febbraio 2006 partecipò ad un congresso a Lucca, intitolato "I giovani e la Costituzione del '48", con l'intento di sensibilizzare il pubblico verso i valori della Carta Costituzionale ed i pericoli derivanti dall'apportare cambiamenti non indispensabili.
Alle elezioni politiche del 2006 venne eletto senatore nella regione Lazio con La Margherita. Nel corso della legislatura, si discostò dalla già esigua maggioranza di cui il centro-sinistra disponeva al Senato e, nell'ottobre 2007 passò al gruppo misto. In occasione del voto sulla legge finanziaria del 2008, dichiarò che il suo sarebbe stato l'ultimo voto favorevole sulle questioni di fiducia poste dal Governo Prodi II. Il 24 gennaio 2008, coerentemente con quanto annunciato, votò contro l'ennesima questione di fiducia posta dal governo, che avendo ricevuto voti contrari anche da altri senatori del centrosinistra, fu battuto e dovette dimettersi. 
Domenico Fisichella non aderì al Partito Democratico, rimanendo un senatore indipendente. Successivamente si avvicinò all'Unione di Centro. Terminò l'esperienza parlamentare nell'aprile 2008.
Ha manifestato delle ostilità agli ambienti LGBT. Si è dichiarato a favore dell'Unione europea.

## Opere

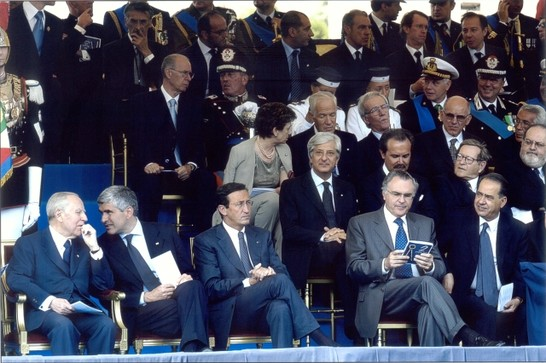
Fisichella a destra di Gianfranco Fini, Pier Ferdinando Casini e Carlo Azeglio Ciampi alla Festa della Repubblica Italiana del 2003

- Giusnaturalismo e teoria della sovranità in Joseph de Maistre. D'Anna, Messina-Firenze, 1963
- Il potere nella società industriale. Saint-Simon e Comte. Morano, Napoli, 1965 (ripub. da Laterza, Bari-Roma, 1995)
- Sviluppo democratico e sistemi elettorali. Sansoni, Firenze, 1970
- Temi e metodi in scienza politica. Sansoni, Firenze, 1971
- Partiti e gruppi di pressione. A cura di Domenico Fisichella. Il Mulino, Bologna, 1972
- L'alternativa rischiosa. Sansoni, Firenze, 1973
- Condizioni della libertà. Sansoni, Firenze, 1974
- Analisi del totalitarismo, Messina-Firenze, G. D'Anna, 1976.
- Scritti di Domenico Fisichella. Circolo Stato e libertà, Roma, 1978
- Quel Giano bifronte del PCI. Da Togliatti a Berlinguer e oltre. Editoriale Nuova, Milano, 1979
- La giostra del potere. Partiti e istituzioni nel vortice della crisi. Editoriale Nuova, Milano, 1981
- Elezioni e democrazia : un'analisi comparata. Il Mulino, Bologna, 1982 (ripub. 2008)
- Politica e mutamento sociale. D'Anna, Messina-Firenze, 1984
- Metodo scientifico e ricerca politica (a cura di). La Nuova Italia Scientifica, Roma, 1985
- Totalitarismo. Un regime del nostro tempo, Roma, La Nuova Italia Scientifica, 1987.
- Lineamenti di scienza politica. Concetti, problemi, teorie. La Nuova Italia scientifica, Roma, 1988
- Il denaro e la democrazia : dall'antica Grecia alle multinazionali. La Nuova Italia scientifica, Roma, 1990
- Il pensiero politico di De Maistre. Laterza, Roma-Bari, 1993
- Dilemmi della modernità nel pensiero sociale. Il Mulino, Bologna, 1993
- Epistemologia e scienza politica. La Nuova Italia Scientifica, Roma, 1994
- Il potere nella società industriale. Laterza, Roma-Bari, 1995
- Elogio della monarchia. Vallecchi, Firenze, 1995
- La rappresentanza politica. Laterza, Roma-Bari, 1996
- L'altro potere. Tecnocrazia e gruppi di pressione. Laterza, Roma-Bari, 1997
- Le ragioni del torto : la critica di destra alla democrazia. Ideazione editrice, Roma, 1997
- Elogio della monarchia. Costantino Marco Editore, Lungro di Cosenza (CS), 1999
- Istituzioni politiche. Struttura e pensiero. Costantino Marco Editore, Lungro di Cosenza (CS), 1999
- Denaro e democrazia. Dall'antica Grecia all'economia globale. Il Mulino, Bologna, 2000
- Critica di destra alla democrazia, ovvero le ragioni del torto. Costantino Marco Editore, Lungro di Cosenza (CS), 2002
- Politica e mutamento sociale. Costantino Marco Editore, Lungro di Cosenza (CS), 2002
- Elezioni e democrazia. Un'analisi comparata. Il Mulino, Bologna, 2003
- La Destra e l'Italia. Edizioni Città Aperta, Troina (EN), 2003
- La destra in cammino: alle origini di Alleanza nazionale. Pantheon, Roma, 2003
- Contro il federalismo. Editoriale Pantheon, Roma, 2004
- Sfide alla libertà. Costantino Marco Editore, Lungro di Cosenza (CS), 2004
- Joseph de Maistre pensatore europeo. Laterza, Roma-Bari, 2005
- La democrazia contro la realtà. Il pensiero politico di Charles Maurras. Carocci Editore, Roma, 2006
- Crisi della politica e governo dei produttori. Carocci Editore, Roma, 2007
- La questione nazionale: per una critica del federalismo. Pantheon, Roma, 2008
- Alla ricerca della sovranità: sicurezza e libertà in Thomas Hobbes. Carocci, Roma, 2008
- Montesquieu e il governo moderato. Carocci, Roma, 2009
- Il miracolo del Risorgimento. La formazione dell'Italia unita. Carocci, Roma, 2010
- Lineamenti di scienza politica. Concetti, problemi, teorie. Carocci, Roma, 2010
- Il caso Rosmini. Cattolicesimo, nazione, federalismo. Carocci, Roma, 2011
- Dal Risorgimento al Fascismo. 1861-1922. Carocci, Roma, 2012.
- Dittatura e Monarchia. L'Italia tra le due guerre. Carrocci editori-Sfere, Roma, gennaio 2014.